# Municipio de Butler (condado de Darke)
El municipio de Butler (en inglés: Butler Township) es un municipio ubicado en el condado de Darke en el estado estadounidense de Ohio. En el año 2010 tenía una población de 1535 habitantes y una densidad poblacional de 17,1 personas por km².

## Geografía
El municipio de Butler se encuentra ubicado en las coordenadas 39°57′46″N 84°39′4″O / 39.96278, -84.65111. Según la Oficina del Censo de los Estados Unidos, el municipio tiene una superficie total de 89.78 km², de la cual 89,62 km² corresponden a tierra firme y (0,18 %) 0,16 km² es agua.

## Demografía
Según el censo de 2010, había 1535 personas residiendo en el municipio de Butler. La densidad de población era de 17,1 hab./km². De los 1535 habitantes, el municipio de Butler estaba compuesto por el 98,7 % blancos, el 0,2 % eran afroamericanos, el 0,2 % eran amerindios, el 0,26 % eran de otras razas y el 0,65 % eran de una mezcla de razas. Del total de la población el 0,39 % eran hispanos o latinos de cualquier raza.